# Kurt Schmitt
Kurt Paul Schmitt (Heidelberg, 7 oktober 1886 – aldaar, 2 november 1950) was een Duits economisch leider en de minister van Economie van het Duitse Rijk.

## Loopbaan
Kurt Schmitt studeerde in 1911 in München af, en ging werken bij Allianz AG verzekeringen. Van 1914 tot 1917 diende hij in het Deutsches Heer tijdens de Eerste Wereldoorlog en bereikte de rang van Hauptmann (kapitein). In 1917 werd hij lid van de raad van beheer van Allianz en leidde als voorzitter het bedrijf vanaf 1921 tot 1933.
Allianz ging onder leiding van directeuren Kurt Schmitt en Eduard Hilgard een beleid voeren dat overeenkwam met dat van de nazi's, zelfs vóór zij de macht grepen. Rond oktober 1930 werden tijdens de zakenlunches de eerste contacten gelegd met Hermann Göring, daar werd afgesproken om privé financiële leningen te verstrekken. Heinrich Brüning en Franz von Papen probeerden zonder succes om Schmitt een baan te geven op een ministerieel bureau.
Schmitt was rond 1931 ook Algemeen Directeur van Stuttgart verzekeringen (Stuttgarter Verein-Versicherungs AG) en die waren ook een onderdeel van Hjalmar Schachts doelstellingen in 1931.
Op 18 december 1932 nam hij ook deel aan een vergadering van de Cirkel van Vrienden van de Economie (Freundeskreis der Wirtschaft) of Cirkel van Twaalf (Zwölferkreis) in Berlijn Kaiserhof, de nazipartij was daar ook naartoe gekomen om hun steun te geven. Schmitt had nu hechtere relaties met de nazileiding en op 20 februari 1933 nam hij samen met Hermann Göring deel aan een vergadering die Adolf Hitler had met de Duitse industriëlen en op deze vergadering deed Schmitt een schenking van RM 10.000 voor de verkiezingscampagne van de nazi's. Begin 1933 werd Schmitt lid van de nazipartij (lidmaatschap nr. 2 651 252). Hij nam in 1933 de functie aan als vicepresident van de Berlijnse Kamer van Industrie en van de Kamer van Koophandel.
Ondertussen was Schmitt overtuigd dat de nationaalsocialisten het probleem van werkloosheid konden oplossen als de economie door mensen als hem werd geleid. Hij zag Hitler als een groot staatsman en geloofde dat in de loop van de tijd de Führer minder radicaal zou worden. Schmitt had een sterk antisemitische houding die door Gerald D. Feldmann als volgt wordt beschreven: "Schmitt deelde het geloof dat Joden te sterk vertegenwoordigd waren binnen de academische beroepen, en dat de rol die zij speelden binnen politiek, de wet, en in de kunst zeer zouden moeten worden beperkt als niet volkomen worden geëlimineerd. Hij geloofde echter wel dat zij recht hadden op een plaats in het Duitse economische leven en maakte het in een stelregel van dat jaar als Minister van Economie van het Duitse Rijk aan dat er geen 'Joodse vraag was in de economie.' "
Op 30 juni 1933 werd Schmitt benoemd tot de minister van de Economie van het Duitse Rijk en hij nam ook een erelidmaatschap aan bij de SS (nr. 101 346). In augustus 1933 nam hij ook de functie van Pruisisch rijksvertegenwoordiger van het Duitse Rijk aan. In oktober van datzelfde jaar werd hij benoemd tot lid van de Pruisische Raad van Staten en niet veel later nam ook de academie voor Duitse Wet hem aan als lid.
Op 13 maart 1934 Schmitt maakte bekend wat de nieuwe regeling voor de industriële economie zou zijn. De leider van de algemene organisatie van de industriële economie moest zijn Philipp Kessler, als leider van de Federatie van het Duitse Rijk van Elektro Industrie. Toen Schmitt de Federatie van het Duitse Rijk van de Industrie wilde laten controleren door algemene staatscontroles stuitte hij op heftige weerstand van de bedrijfsleiders. Hjalmar Schacht leverde inspanningen om Schmitt van zijn ministerieel bureau te verdringen zodat hij het zelf kon overnemen. Tijdens een toespraak op 28 juni 1934 kreeg Schmitt een hartaanval en stortte in. Hij gebruikte deze kans om op een lange herstellende vakantie te gaan en op 31 januari 1935 keurde Hitler zijn ontslag van het ministerieel bureau goed en op 30 juli 1934 werd Schacht de opvolger van Schmitt als de minister van Economie van het Duitse Rijk.
Na terugkomst van zijn uitgebreid verlof in 1935 nam hij het voorzitterschap aan in de raad van toezicht over AEG AG en Deutsche Continentale Gasgesellschaft(een gasbedrijf) binnen Dessau. Van 1937 tot 1945 hield hij het raadsvoorzitterschap van Münchener Rückversicherung AG. Hij was tot 1945 ook lid van de raad van toezicht over AG Allianz. Als lid van de Freundeskreis Reichsführer SS werd hij op 15 september 1935 door Heinrich Himmler bevorderd tot SS-Brigadeführer (brigadegeneraal). Aangezien Schmitt de voorzitter van de raad van toezicht van AEG was schonken zij aan Himmler jaarlijks een bedrag tussen de 12.000 en 15.000 Reichsmark en de bedrijven Münchner Rückversicherung en Continentale Gasgesellschaft schonken tussen de 6.000 en 8.000 Reichsmark.

## Na de oorlog
Vanaf 1945 tot 1949 moest Schmitt denazificatie ondergaan onder toezicht van het Amerikaanse leger. Hij verloor al zijn ambten en er werd een berufsverbot opgelegd. In 1946 werd hij geclassificeerd als Hauptschuldiger (hoofdschuldige). Deze indeling werd herzien in verscheidene rechtszaken en verviel in 1949. Hij werd nu slechts geclassificeerd als een Mitläufer (aanhanger). Hij moest niettemin toch een boete en de gerechtskosten betalen.

## Carrière
Schmitt bekleedde verschillende rangen in zowel de Deutsche Heer als Allgemeine-SS. De volgende tabel laat zien dat de bevorderingen niet synchroon liepen.
| Datum             | Deutsche Heer            | Allgemeine-SS    | Economische Zaken |
| ----------------- | ------------------------ | ---------------- | ----------------- |
| 1911              | Leutnant der Reserve     | —                | —                 |
| 1915              | Oberleutnant der Reserve | —                | —                 |
| 1918              | Hauptmann der Reserve    | —                | —                 |
| 29 juni 1933      | —                        | —                | Rijksminister     |
| 12 september 1933 | —                        | SS-Oberführer    | —                 |
| 15 september 1935 | —                        | SS-Brigadeführer | —                 |

## Lidmaatschapsnummers
- SS-nr.: 101 346[4][3] (lid geworden 12 september 1933[3])
- NSDAP-nr.: 2 651 252[4] (lid geworden 25 augustus 1933[3])

## Decoraties
Selectie:
- IJzeren Kruis 1914, 2e klasse[7][3]
- Gewondeninsigne 1918 in zwart[7][3]
- Kruis voor Oorlogsverdienste, 1e klasse[7][3]  en 2e klasse[3]
- Ehrendegen des Reichsführers-SS[5]
- SS-Ehrenring[5] in 1934[3]
- Erekruis voor Frontstrijders in de Wereldoorlog[7][6]
- Landesorden[7][6]